# (3209) Buchwald
(3209) Buchwald (1982 BL1) – planetoida z grupy pasa głównego asteroid okrążająca Słońce w ciągu 3,25 lat w średniej odległości 2,19 au. Odkryta 24 stycznia 1982 roku.